# Lodewijk Parisius
Lodewijk Rudolf Arthur Parisius (roepnaam Arthur) (Hannover, 23 juli 1911 - 14 december 1963), beter bekend onder zijn artiestennaam Kid Dynamite, was een Surinaams tenorsaxofonist.

## Biografie

### Leven
Hij werd geboren in het dorp Hannover in district Para en reisde eind jaren twintig als verstekeling naar Nederland.
In Nederland werd hij bekend als tenorsaxofonist met een grote voorliefde voor de jazzmuziek. In Amsterdam was hij vaak in Club Casablanca op de Zeedijk te beluisteren. Hij was een fan van de tenorsaxofonist Coleman Hawkins.
In 1963 verongelukte hij bij een auto-ongeluk in Duitsland. Hij was getrouwd met Bep Overweg.

### Muzikale nalatenschap
In 1987 bracht het Surinam Music Ensemble het album Dynamite-Cotton legacy uit als hommage aan onder meer Kid Dynamite. In 2005 bracht de Surinaamse jazzformatie Fra Fra Sound een cd uit met composities van Kid Dynamite. In 1988 werd de Arthur Parisiusstraat in Rotterdam naar hem vernoemd. Eerst heette het de Kid Dynamitestraat maar na bezwaar van bewoners staan nu beide namen vermeld.
In 2013 speelde de toneelformatie Urban Myth een voorstelling Kid Dynamite over zijn leven en de rol van "Nederlands ingezetenen, geen Nederlander zijnde"  (Indo's en Surinamers) voor, tijdens en na de Tweede Wereldoorlog.
- International Standard Name Identifier: 0000 0003 6724 757X
- Library of Congress Control Number: no2012029163
- MusicBrainz: 12ad3293-3b49-4efa-8c49-b59c55c84b4b
- Nederlandse Thesaurus van Auteursnamen: 138903050
- Virtual International Authority File: 233253975
- WorldCat: E39PBJqKdCCR7qCPYmBgTctdwC